# أدريان بيرالتا
أدريان بيرالتا (بالإسبانية: Adrián Peralta)‏ هو لاعب كرة قدم أرجنتيني في مركز الوسط، ولد في 8 مايو 1982 في مدينة بيورزاكو في الأرجنتين. لعب مع انيستتوتو وريال مايوركا ونادي لانوس ونيولز أولد بويز وهوراكان.